# Jagodnja (montagne)
Pour les articles homonymes, voir Jagodnja.
Le mont Jagodnja (en serbe cyrillique : Јагодња) est une montagne de l'ouest de la Serbie. Il s'élève à une altitude de 939 m. Il est situé dans les Alpes dinariques.
Le mont Jagodnja fait partie du groupe de montagnes de Podrinje-Valjevo. Il se trouve le long de la rive droite de la Drina et près de la ville de Krupanj.